# 格陵蘭鎮區 (北達科他州巴恩斯縣)
格陵蘭鎮區（英語：Greenland Township）是位於美國北達科他州巴恩斯縣的一個鎮區。

## 地方資料
格陵蘭鎮區的面積為93.67平方千米，皆為陸地。根據2010年美國人口普查的數據，當地共有人口42人，而人口密度為每平方千米0.45人。